# Патриния скабиозолистная
Патри́ния скабиозоли́стная (лат. Patrínia scabiosifólia) — многолетнее травянистое растение; вид рода Патриния подсемейства Валериановые (Valerianoideae) семейства Жимолостные (Caprifoliaceae).

## Ботаническое описание
Высота растения до 1,20 м, стеблевые листья лировидно-перисторассеченные, с одной — четырьмя парами боковых, цельных или редко-зубчатых сегментов, с более крупной зубчатой или лировидно-надрезанной конечной долей, с обеих сторон голые или снизу по жилкам опушённые. Нижние листья рано отмирают.
Соцветие щитковидное, цветки жёлтые.

## Распространение
Произрастает на лугах или в редких лесах восточной Сибири, Дальнего Востока, в Монголии, Китае, Корее, Японии.

## Хозяйственное значение и применение
По последним данным, седативное воздействие корня патринии в 8—10 раз превышает седативное воздействие валерианы. Такими же свойствами обладает и патриния средняя, патриния сибирская и т. д. Согласно исследованиям, патриния скабиозолистная способна подавлять рост колоректального рака путём торможения роста сосудов в опухоли.